# Fassfolgeplattenpumpe

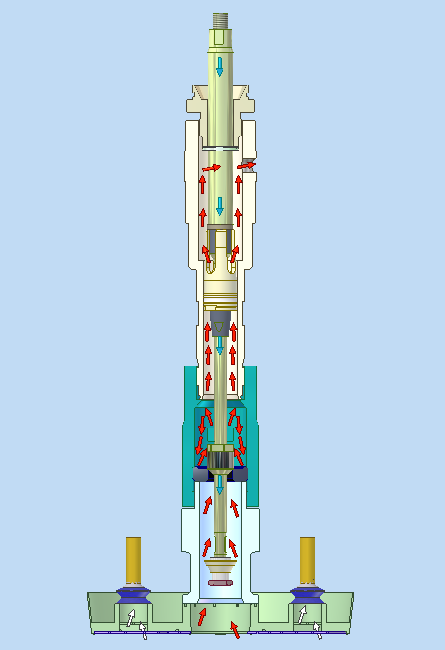
Eine Schöpfkolbenpumpe in Verwendung mit Fassfolgeplatte. Die roten Pfeile deuten den Materialfluss an, die blauen die Bewegung des Schöpfkolbens. Weiße Pfeile zeigen, wie die eingeschlossene Luft unter der Folgeplatte abgesaugt wird

Eine Folgeplattenpumpe ist eine Vorrichtung, um sehr hoch viskose (pastöse) Medien aus Gebinden zu fördern. Daher wird sie oft auch Fassfolgeplattenpumpe genannt.

## Das Prinzip
Senkt man einen gewöhnlichen Ansaugstutzen einer Pumpe in ein hoch viskoses (pastöses) Medium, so fließt dieses Medium so langsam nach, dass der Einfüllstutzen nach kurzem Pumpen nicht mehr vollständig in das zu pumpende Medium eintaucht und daher Luft zieht.
Um das zu vermeiden, wird eine Platte, die durch eine weiche Dichtlippe dicht an der Gebindeinnenseite ansteht, auf die Masse im Gebinde aufgesetzt. Diese Platte wird langsam in die Masse gedrückt, die daher durch ein Loch in der Mitte der Platte in den Ansaugstutzen der Pumpe hochsteigt. Die abgepumpte Menge und die durch die Folgeplatte hochgedrückte Menge müssen genau gleich sein, was durch eine entsprechende Steuerung der Folgeplatte sichergestellt werden muss.
Als Pumpen für so zähe Medien eignen sich Schöpfkolbenpumpen oder Exzenterschneckenpumpen.

## Grundsätzliche Probleme
Um beim Gebindewechsel Lufteinschlüsse zu beseitigen, muss ein beträchtlicher Vorlauf aus dem  Gebinde gedrückt werden. Dieses Material schlägt als Abfall zu Buche.
Die Folgeplatte kann sich zu rasch senken, so dass das Material seitlich herausgequetscht statt innen gefördert wird.
Eingetrocknete Materialreste am Rand der Dichtlippe der Folgeplatte können als Krümel in das Material hineingetragen werden, wo sie entweder Ausschuss beim Produkt oder eine Betriebsstörung in der Anlage verursachen können.
Das Problem der Krümel und der großen Abfallmengen beim Gebindewechsel können durch die Verwendung besonders konstruierter Einwegfolgeplatten beseitigt werden. Das Problem des Durchsackens kann mit einer besonderen Steuerung gelöst werden, wodurch die in der Pumpe transportierte Menge und der Vorschub der Folgeplatte automatisch genau aufeinander abgestimmt werden.
Wenn die Einwegfolgeplatte zweischichtig mit zahlreichen Bohrungen in der unteren Platten ausgelegt ist und der Hohlraum mit einer Vakuumpumpe verbunden wird, kann die unter der Platte eingeschlossene Luft durch die Bohrungen restlos abgesaugt werden. Großzügiges Ablassen von Material, wie bei konventionellen Fassfolgeplattenpumpen unvermeidlich, ist nicht mehr nötig. Das vermindert den Abfall beim Gebindewechsel um mindestens eine Größenordnung von einem Kilogramm zu weniger als 100 Gramm. Diese geringen Materialmengen finden sich im Hohlraum der Einwegfolgeplatte.
Diese Vorrichtung wird normalerweise mit einer Schöpfkolbenpumpe oder mit einer Exzenterschneckenpumpe ausgestattet.
Für höchst abrasive pastöse Medien (Wärme ableitende Vergussmasse mit bis zu 70 Prozent keramischem Füllstoff) hat sich die übliche Schöpfkolbenpumpe jedoch als ungeeignet erwiesen, da sie viel zu rasch verschlissen wird. Mittlerweile wurde aber eine Doppelkolbenpumpe entwickelt die wesentlich haltbarer ist.